# جورج هندرسون (سياسي كندي، مواليد 1935)
جورج هندرسون هو سياسي كندي، ولد في 10 نوفمبر 1935. نشط حزبياً في الحزب الليبرالي الكندي. وقد انتخب عضو مجلس العموم الكندي عن دائرة إيغمونت ‏ (18 فبراير 1980 – 14 أغسطس 1988).